# Кубанова, Анна Алексеевна
А́нна Алексе́евна Куба́нова (21 сентября 1948 — 16 мая 2019) — доктор медицинских наук, профессор, действительный член РАМН и РАН, директор Центрального кожно-венерологического института Минздрава РФ, заместитель главного редактора журнала «Вестник дерматологии и венерологии».

## Биография
В 1972 году окончила 2-й Московский ордена Ленина государственный медицинский институт им. Н. И. Пирогова.
В 1974—1976 годах обучалась в клинической ординатуре на кафедре кожных болезней II МОЛГМИ им. Н. И. Пирогова.
В 1976—1988 годах работала на кафедре кожных болезней II МОЛГМИ им. Н. И. Пирогова.
В 1988 году зачислена на должность заведующей клиническим отделением Центрального кожно-венерологического института Минздрава СССР.
В 1990 году присвоено учёное звание профессора.
С 1991 года была заместителем директора Центрального научно-исследовательского кожно-венерологического института Минздрава РФ по лечебной работе, с 1993 года — заместитель директора института по научной работе.
С 1999 года являлась директором Центрального научно-исследовательского кожно-венерологического института (ЦНИКВИ) ныне Государственный научный центр дерматовенерологии и косметологии (ГНЦДК).
С 2004 года — академик Российской академии медицинских наук (РАМН), с 2013 года — действительный член РАН. Заместитель академика-секретаря, руководитель секции клинической медицины Отделения медицинских наук РАН.
С 2004 по 2009 год — главный внештатный дерматовенеролог Министерства здравоохранения Российской Федерации, с 2010 года — главный внештатный специалист по дерматовенерологии и косметологии Министерства здравоохранения Российской Федерации.
Скончалась 16 мая 2019 года. Похоронена на Химкинском кладбище в Москве (участок 111).

### Семья
Сын — А. А. Кубанов (род. 1970), дерматовенеролог, член-корреспондент РАН (2016), академик РАН (2022)

## Награды и звания
- Заслуженный деятель науки Российской Федерации (2003)[3]
- Орден «За заслуги перед Отечеством» IV степени (2008)[4]
- Знак «Отличник здравоохранения» (1998)[5]
- Медаль «За заслуги перед отечественным здравоохранением» (2003)[6]
- медаль «В память 850-летия Москвы»
- Почётная грамота Минздравсоцразвития России за значительный вклад в реализацию социальной политики в сфере здравоохранения (2010)[7]